# Govedovići (Kakanj, BiH)
Govedovići su naseljeno mjesto u općini Kakanj, Federacija Bosne i Hercegovine, BiH.

## Stanovništvo

### 1991.
Nacionalni sastav stanovništva 1991. godine, bio je sljedeći:
ukupno: 217
- Hrvati - 212
- Muslimani - 3
- Srbi - 2

### 2013.
Na popisu stanovništva 2013. godine bilo je bez stanovnika.